# Sabayon Linux
Sabayon Linux（サバイヨン・リナックス）は、Gentoo Linux派生の Linuxディストリビューションの一つである。Sabayonという名称はフランス語であるが、イタリア料理のデザートであるムース状クリームが由来とされる。

## 特徴
様々なパッケージを同梱しており、大変大きなLiveDVDとして配布されている。
OSのインストールを行う手順はさほど難しくなく、デフォルトでWebブラウザ等のアプリケーションもインストール済みであるため、Gentoo Linuxと比較すれば導入は容易である。
LiveDVDのハードウェア識別能力は極めて高い。
Sabayon LinuxのGentoo Linuxに対しての位置づけは、Debian GNU/Linuxに対するUbuntuとほぼ同じ。
デスクトップ環境にGNOME、KDE、LXQt、Xfce、MATE、ウィンドウマネージャにFluxboxを用いたエディションが用意されている。
サーバー用、RasberryPi 用のエディションも用意されている。

## リリース
| 色 | 意味           |
| -- | -------------- |
|    | 過去のリリース |
|    | 現在のリリース |
|    | 将来のリリース |

| バージョン | デスクトップ環境       | リリース日     |
| ---------- | ---------------------- | -------------- |
| 5.0        | GNOME, KDE             | 2009年10月2日  |
| 5.2        | GNOME, KDE             | 2010年3月26日  |
| 6          | GNOME, KDE             | 2011年6月23日  |
| 7          | GNOME, KDE, XFCE       | 2011年10月10日 |
| 8          | GNOME, KDE, XFCE       | 2012年2月7日   |
| 9          | GNOME, KDE, XFCE       | 2012年6月8日   |
| 10         | GNOME, KDE, XFCE, MATE | 2012年9月13日  |
| 11         | GNOME, KDE, XFCE, MATE | 2013年2月14日  |
| 13.04      | GNOME, KDE, XFCE, MATE | 2013年4月30日  |
| 16.07      | GNOME, KDE, XFCE, MATE | 2016年6月28日  |
| 16.11      | GNOME, KDE, XFCE, MATE | 2016年10月28日 |